# Kabinett Gürsel I
Das Kabinett Gürsel I war die 24. Regierung der Türkei, die vom 30. Mai 1960 bis zum 5. Januar 1961 durch Ministerpräsident Cemal Gürsel geleitet wurde.
Am 27. Mai 1960 putschten die türkischen Streitkräfte die amtierende Regierung von Ministerpräsident Adnan Menderes aus dem Amt. Beteiligt waren vor allem jüngere Offiziere und kaum führende Militärs. Mit Cemal Gürsel setzten sie einen Ex-General an die Spitze, der wenige Wochen zuvor in den Ruhestand versetzt worden war, weil er Kritik an der politischen Situation geübt hatte. Gürsel wurde als Präsident des 38-köpfigen Komitees der Nationalen Einheit Staatspräsident, Ministerpräsident und Oberbefehlshaber der Armee.:78 f.

## Minister
| Titel                                   | Name                          | Partei                                                            | Amtszeit                                                            |
| --------------------------------------- | ----------------------------- | ----------------------------------------------------------------- | ------------------------------------------------------------------- |
| Ministerpräsident                       | Cemal Gürsel                  |                                                                   |                                                                     |
| Stellvertretender Ministerpräsident     | Emin Fahrettin Özdilek        |                                                                   | 22. Dezember 1960 – 5. Januar 1961                                  |
| Staatsminister                          |                               |                                                                   |                                                                     |
| Amil Artus Nasır Zeytinoğlu             |                               | 30. Mai 1960 – 27. August 1960 6. September 1960 – 5. Januar 1961 |                                                                     |
| Şefik İnan Hayri Mumcuoğlu              |                               | 30. Mai 1960 – 27. August 1960 6. September 1960 – 5. Januar 1961 |                                                                     |
| Justizminister                          | Abdullah Gözübüyük Amil Artus |                                                                   | 30. Mai 1960 – 27. August 1960 27. August 1960 – 5. Januar 1961     |
| Verteidigungsminister                   | Fahri Özdilek Hüseyin Ataman  |                                                                   | 9. Juni 1960 – 22. Oktober 1960 22. Oktober 1960 – 5. Januar 1961   |
| Innenminister                           | Muharrem İhsan Kızıloğlu      |                                                                   |                                                                     |
| Außenminister                           | Selim Sarper                  |                                                                   | 30. Mai 1960 – 26. Dezember 1960                                    |
| Finanzminister                          | Ekrem Alican Kemal Kurdaş     |                                                                   | 30. Mai 1960 – 26. Dezember 1960 26. Dezember 1960 – 5. Januar 1961 |
| Bildungsminister                        | Fehmi Yavuz Bedrettin Tuncel  |                                                                   | 30. Mai 1960 – 27. August 1960 10. September 1960 – 5. Januar 1961  |
| Minister für Bauen und Siedlungswesen   | Orhan Kubat Fehmi Yavuz       |                                                                   | 30. Mai 1960 – 27. August 1960 27. August 1960 – 5. Januar 1961     |
| Minister für öffentliche Arbeiten       | Daniş Koper Mukbil Gökdoğan   |                                                                   | 30. Mai 1960 – 27. August 1960 12. September 1960 – 5. Januar 1961  |
| Minister für Gesundheit und Sozialhilfe | Nusret Karasu Ragıp Üner      |                                                                   | 30. Mai 1960 – 27. August 1960 6. September 1960 – 5. Januar 1961   |
| Minister für Zoll und Monopole          | Fethi Aşkın                   |                                                                   |                                                                     |
| Verkehrsminister                        | Sıtkı Ulay                    |                                                                   |                                                                     |
| Minister für Industrie                  | Muhtar Usluer Şahap Kocatopçu |                                                                   | 30. Mai 1960 – 27. August 1960 6. September 1960 – 5. Januar 1961   |
| Minister für Handel                     | Cihat İren Mehmet Baydur      |                                                                   | 30. Mai 1960 – 27. August 1960 6. September 1960 – 5. Januar 1961   |
| Minister für Landwirtschaft             | Feridun Üstün Osman Tosun     |                                                                   | 30. Mai 1960 – 27. August 1960 29. August 1960 – 5. Januar 1961     |
| Minister für Arbeit                     | Cahit Talas Raşit Beşerler    |                                                                   | 30. Mai 1960 – 27. August 1960 6. September 1960 – 5. Januar 1961   |
| Minister für Tourismus und Presse       | Zühtü Tarhan                  |                                                                   | 30. Mai 1960 – 27. August 1960                                      |